# Pere Casas i Zarzuela
Pere Casas i Zarzuela   (Ceuta, 1955) és un polític català, regidor de l'Ajuntament de Barcelona per la Candidatura d'Unitat Popular entre 2018 i 2019.
Resident del barri barceloní del Turó de la Peira, al districte de Nou Barris, exercí tasques d'administratiu a la Secretaria Tècnica de l'Institut de Cultura de Barcelona. Membre de la plataforma SOS Cultura, participà en la signatura de l'Acord Nacional per a la Cultura. En l'àmbit sindical, fou escollit delegat de la secció de la Confederació General del Treball a l'Ajuntament de Barcelona. Militant de la CUP de Nou Barris, ocupà el sisè lloc en la llista electoral del partit a les eleccions municipals de 2015. Sí bé la CUP obtingué tres escons en aquells comicis, prengué la responsabilitat de ser el representant del grup a l'ICUB. El 20 de juliol de 2018, entrà com a regidor en substitució de María José Lecha, càrrec que dugué a terme fins a la celebració de les eleccions municipals de 2019. Exercí la funció de portaveu adjunt del grup municipal, com també fou un dels set membres del grup a l'Àrea Metropolitana de Barcelona.